# Air Italy
AIR ITALY S.p.A., působící jako Air Italy, byla soukromá italská letecká společnost se sídlem v Olbii. Letecká společnost byla druhou největší leteckou společností v Itálii, po národním dopravci Alitalia. Letecká společnost byla dceřinou společností společnosti AQA Holding, kterou vlastní Alisarda (51 %) a Qatar Airways (49 %). Provozovala pravidelné lety do domácích, evropských a mezikontinentálních destinací. Hlavním leteckým uzlem společnosti bylo letiště Malpensa u Milána se zaměřením na letiště Olbia Costa Smeralda.
11. února 2020 oznámila Air Italy zastavení činnosti a likvidaci společnosti.